# 혜산박두진문학상
혜산박두진문학상은 민족정서와 자연을 아우른 혜산 박두진 시 세계를 기리기 위해 시인의 고향인 안성시, 안성교육지원청, 동아일보사, 월간 현대시학의 후원을 받은 한국예총 안성지회가 주최하고 한국문인협회 안성지부, 혜산박두진문학제 운영위원회가 주관하여 2006년 제정된 문학상이다.

## 역대 수상 작품
- 2006년 1회 자연과 문명의 경계에서 우리 시대의 아픔과 사랑을 녹여낸 독특한 서정의 세계를 구축한 신대철[2]
- 2007년 2회 천양희
- 2008년 3회 최문자
- 2009년 4회 서구의 근대시학과는 대척점이 있는 이른바 정신주의의 맥락 혹은 동양시학의 정수를 혼신을 다해 정초(定礎)해온

최동호 <구들장>외 9편
- 2010년 5회  그녀만의 힘인 슬픔과 연민과 헌신의 힘이 흐르는 박라연[4]
- 2011년 6회 커다란 스케일과 진중한 사유를 두루 결합하여 혜산 시학의 정신적 풍모를 잘 담아낸 마종기 <유적지의 비>[5]
- 2012년 7회 애상적이고 서정적 음색을 기조로 삼았던 한국의 여성 시에 실존적이고 형이상학적 무게를 싣는 계기가 되었고 개인과 사회의 균형이 무너지면서 빚어지는 비인간화의 문제를 주제로 한 강은교 <혜화동>외 4편[6]
- 2013년 8회 김종철 <슬픈 고엽제 노래> <대팻밥> <우리 시대의 동물원> <니가 내 애비다> <모기 순례> <전어를 구우며>
- 2014년 9회 고유의 미학이 고요한 여운을 주고 있고 감각과 인식을 심미적으로 구축하고 있는 정진규 <무작정> 등 10편[7]
- 2015년 10회 사라져가는 사물들과의 소통에서 중요한 영성의 가치를 발견하고, 나아가 거기서 서정적 신생의 원리를 자연스럽게 담아낸 김형영[8]
- 2016년 11회 삶의 고통과 비애를 정갈하고도 선명한 이미지로 잡아 슬픔의 정조로 노래한 노향림 <가난한 가을>[9]
- 2017년 12회 박두진 선생이 근대사의 역사에 착근한 바 있는 장시(長詩) 전통을 확장적으로 계승하면서, 인간과 우주와 신성(神聖)에 대한 창의적인 해석으로 매우 중요한 형이상학적 탐구의 결실을 보여준 신승철 <기적수업>[10]

## 혜산 박두진 젊은 시인상
- 2015년 1회 유머와 풍자 혹은 새로운 자각의 언어로 읽는 이들의 지적, 정서적 동의를 구해가는 박순원
- 2016년 2회 김이강
- 2017년 3회 대상을 향한 정밀하고도 사실적인 응시와 기록을 통해 그 대상들로 하여금 구체적인 물질성으로 살아 움직이게끔 하는 힘이 있는 김재홍 <주름, 펼치는>[11]